# 波馬州
波馬州（英語：Boma）是南蘇丹曾经的一个州，位在該國東南部。人口253,270人（2014年），首府皮波，下轄2郡。

## 行政區劃
下轄2郡：
- 皮波
- Pochalla